# Ѥ́
Cette page contient des caractères spéciaux ou non latins. S’ils s’affichent mal (▯, ?, etc.), consultez la page d’aide Unicode.
Le é iodisé accent aigu (capitale Ѥ́, minuscule ѥ́) est une lettre de l'alphabet cyrillique qui a été utilisée en slavon d’église ou en bulgare, notamment lorsque l’intonation est indiquée à l’aide de l’accent aigu.

## Utilisations

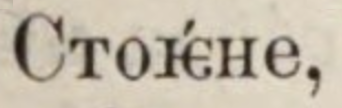
Le mot ‹ Стоѥ́не › avec ‹ ѥ́ › dans une traduction de chansons bulgares d’Auguste Dozon de 1875.

## Représentation informatique
L’é iodisé accent aigu peut être représenté avec les caractères Unicode suivants (cyrillique, diacritiques) :
| formes    | représentations | chaînes de caractères | points de code | descriptions                                                 |
| --------- | --------------- | --------------------- | -------------- | ------------------------------------------------------------ |
| capitale  | Ѥ́               | Ѥ◌́                    | U+0464 U+0301  | lettre majuscule cyrillique é iodisé diacritique accent aigu |
| minuscule | ѥ́               | ѥ◌́                    | U+0465 U+0301  | lettre minuscule cyrillique é iodisé diacritique accent aigu |